# راملسبرگ
راملسبرگ کوهی با ارتفاع ۶۳۵ متر در شمال هرز و جنوب شهر گوزلار و در شمال ایالت نیدرزاکسن آلمان است. کوه محل یک معدن است که به طور مداوم بیش از ۱،۰۰۰ سال در آن مشغول به کار بوده‌اند تا نهایت در سال ۱۹۸۸ بسته شد.
در سال ۱۹۹۲ این معدن در فهرست میراث جهانی یونسکو به ثبت رسید.

## تاریخچه معادن
استخراج از معدن در دوره‌های مختلفی رخ داده‌است ابتدا این معدن برای استخراج نقره و سپس برای استخراخ مس کاربرد داشته‌است. این معدن بعد از ۱۰۰۰ سال بهره برداری و کار در سال ۱۹۸۸ بسته شد و به عنوان مکانی فرهنگی در میراث جهانی ثبت شد. سنگ معدن‌های آن به طور متوسط حاوی ۱۴٪ روی، ۶٪ سرب، ۲٪ مس، ۱ گرم در تن طلا و ۱۴۰ گرم در تن نقره بوده‌است..

## نگارخانه

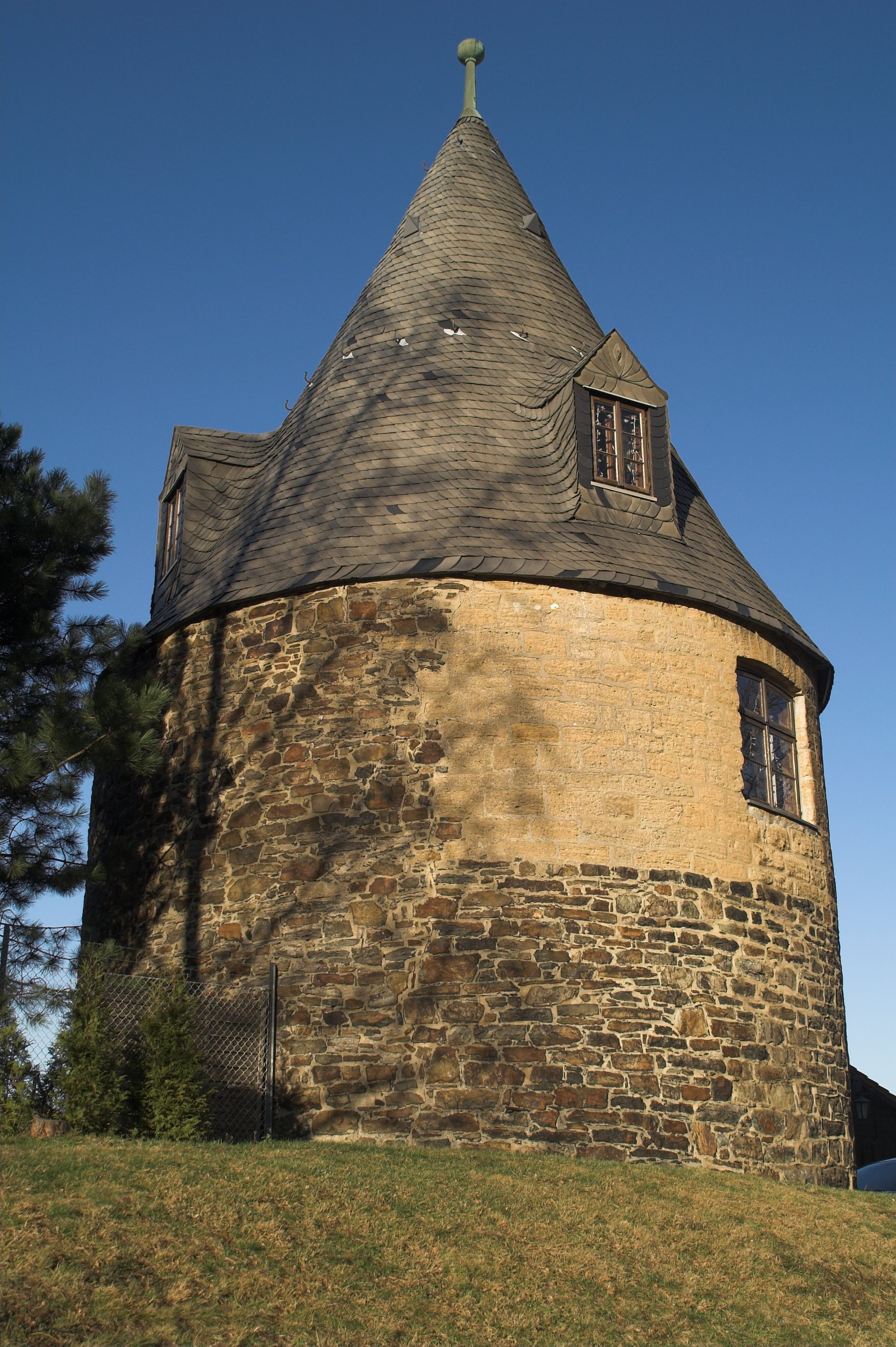
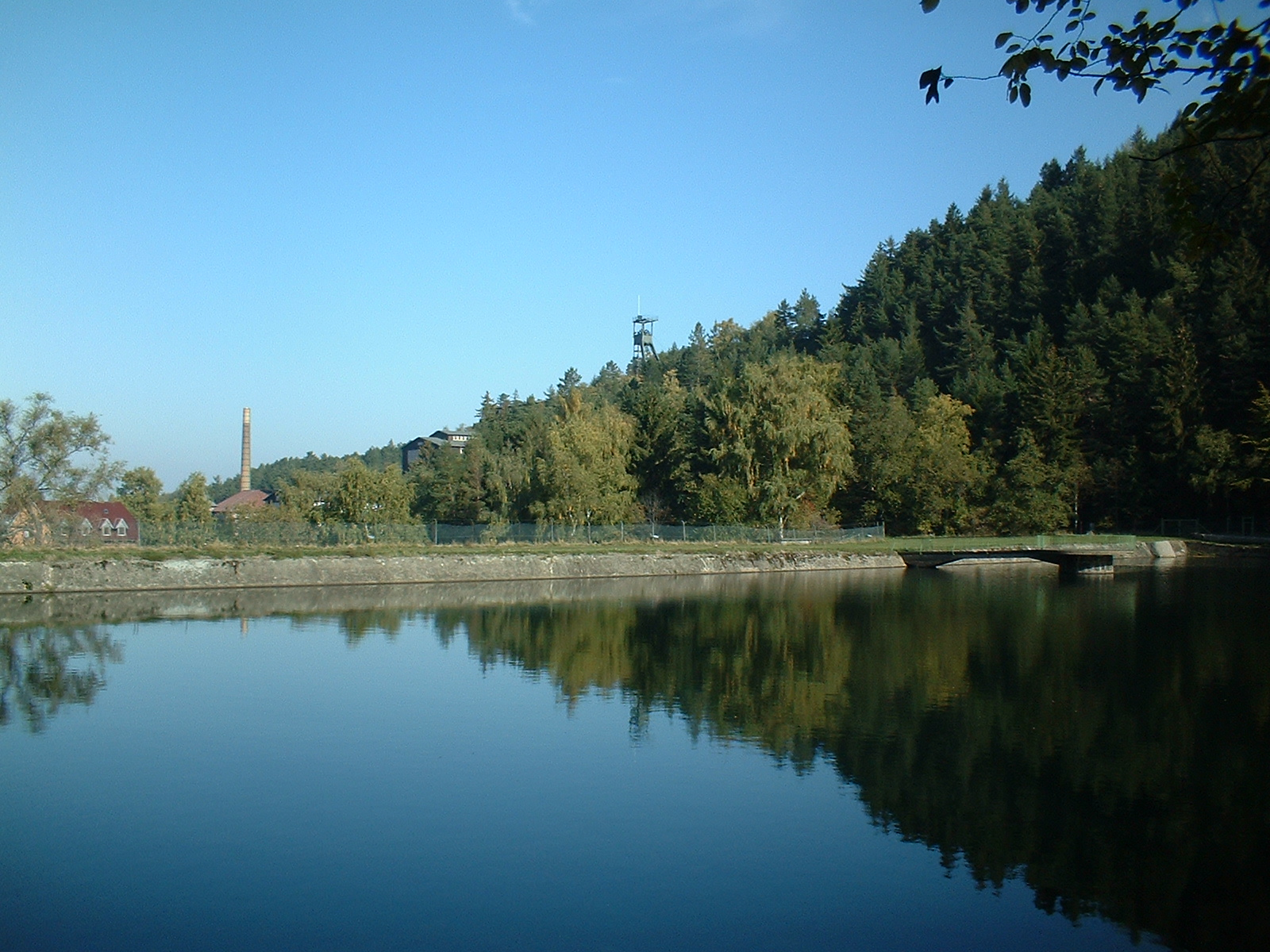
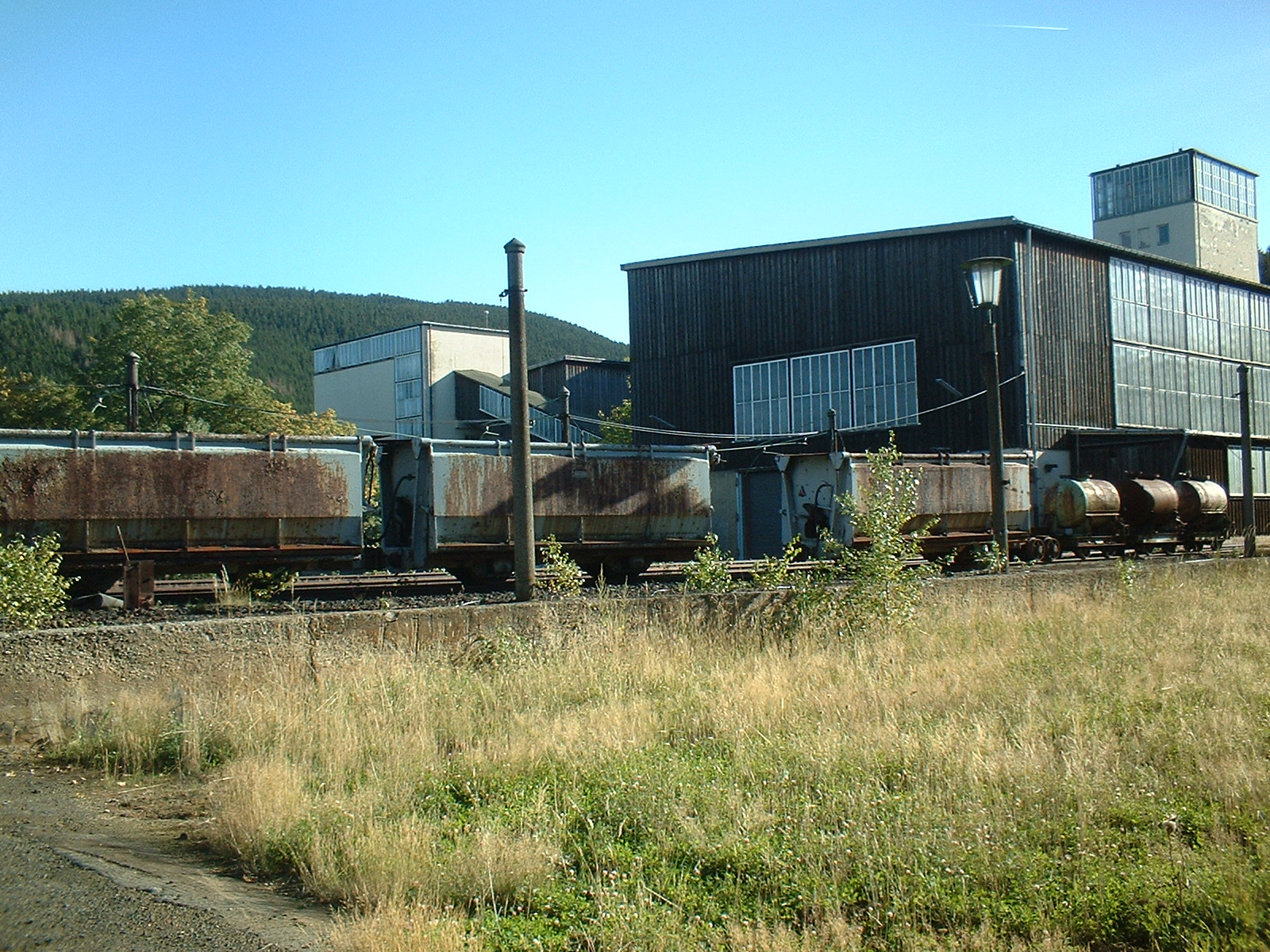